# Dolichopeza (Dolichopeza) spetai
Dolichopeza (Dolichopeza) spetai is een tweevleugelige uit de familie langpootmuggen (Tipulidae). De soort komt voor in het Australaziatisch gebied.